# Hulda Szaciński
Hulda Szaciński (roz. Hulda Hansenová 16. září 1845 Christianie – 4. února 1922) byla norská fotografka. Ve sčítání lidu z roku 1865 je uvedena jako neprovdaná „fotografistinde“, fotografka.

## Životopis
Za fotografa Ludwika Szacińského se provdala 9 září 1871. Po jeho smrti v roce 1894 převzala společnost, kterou založil v Christianii na konci 60. let 19. století, přestěhovala se na adresu Karl Johans gade 20 a vedla ji, dokud ji v roce 1916 neprodala Selmeru Norlandovi.
Hulda Szaciński rozšířila firemní sbírku medailí a ocenění. Když se v roce 1898 zúčastnila bergenské výstavy, inzerovala: "Založeno 1867. Medaile z Vídně 1873, Drammenu 1873, Paříže 1874, Filadelfie 1876, Kristianie 1883, Stockholmu 1898". Získala také medaile v Bergenu v roce 1898, v Paříži v roce 1900 a v Christianii v roce 1905.
Fotografem byl i odchovanec Ludwika a Huldy Szacińských Stanislaw Szaciński.

## Galerie

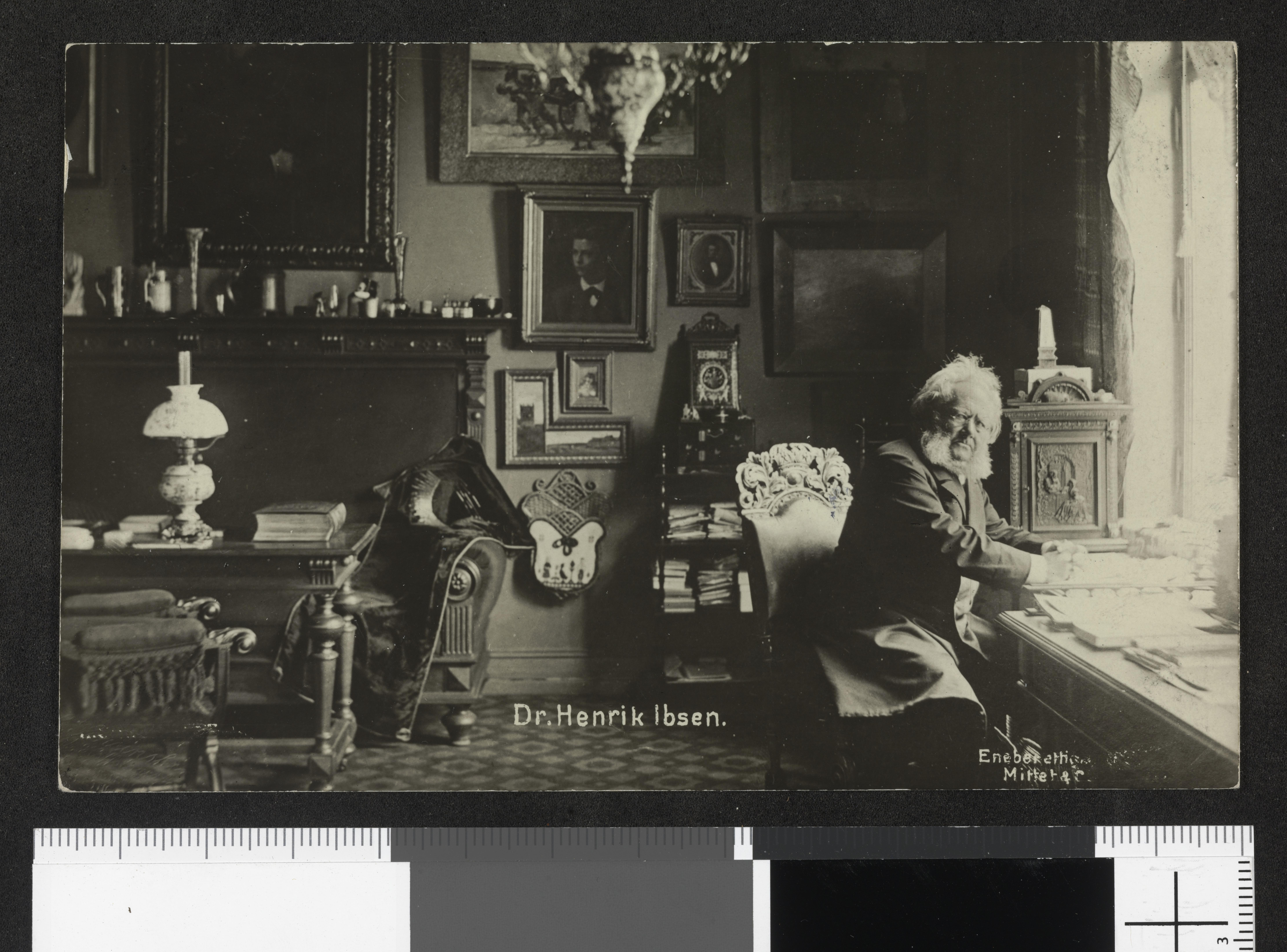
Henrik Ibsen
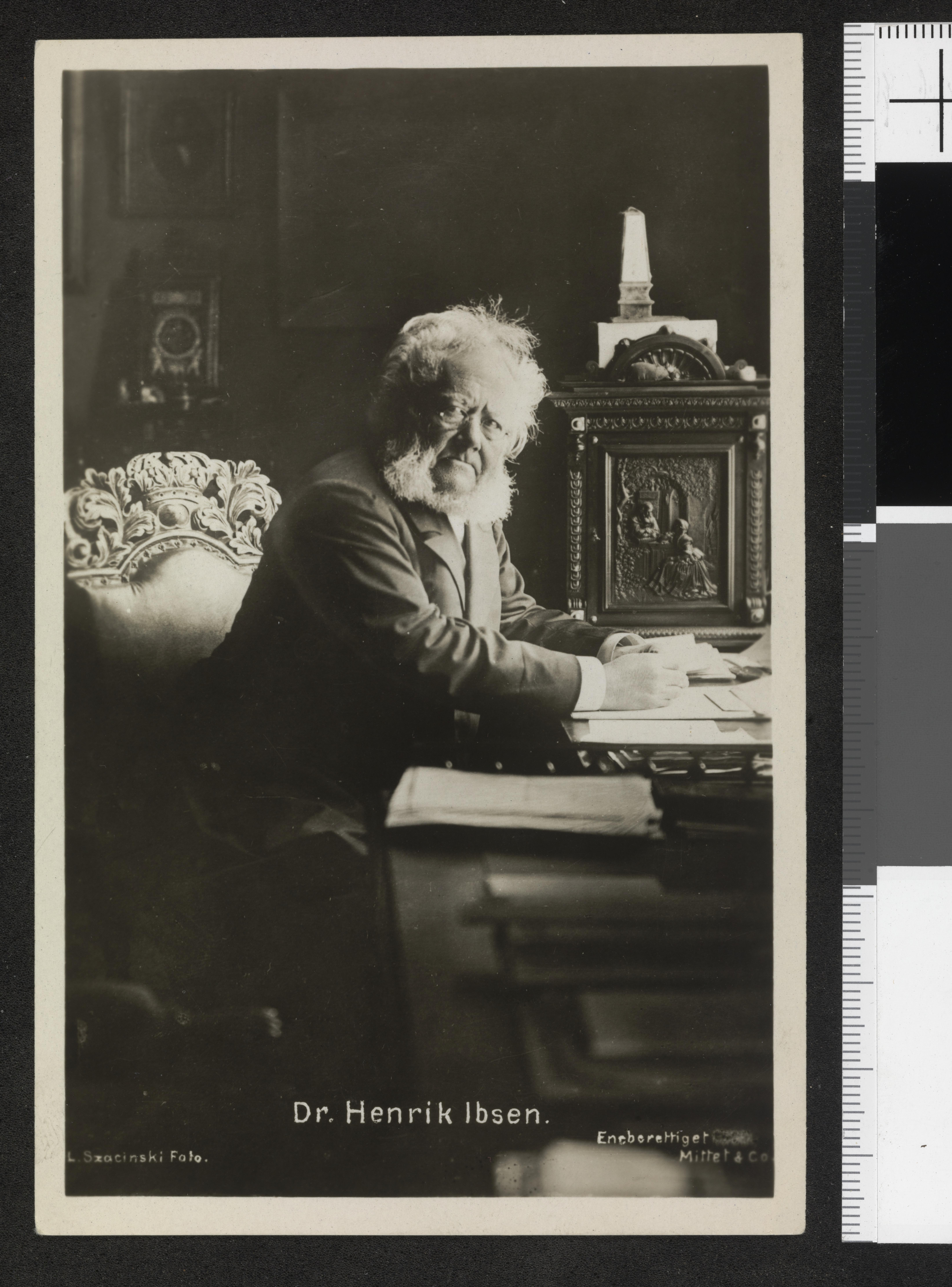
Henrik Ibsen
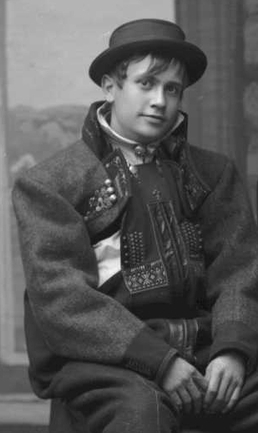
Halfdan Egedius
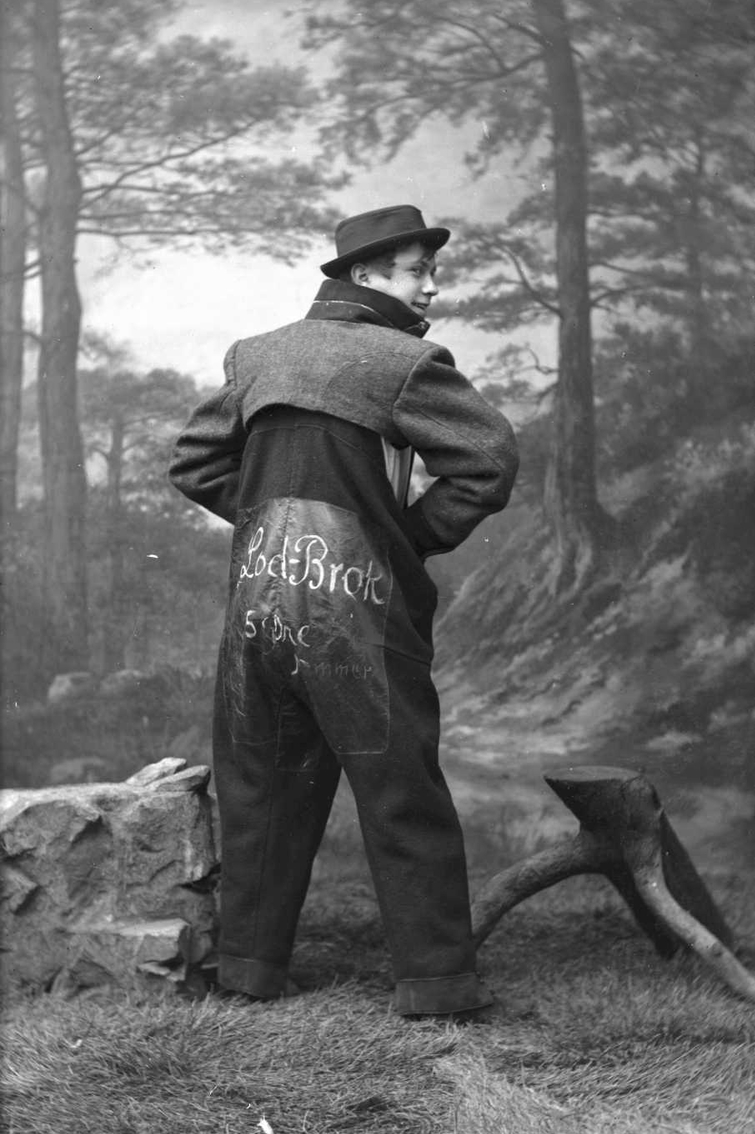
Halfdan Egedius
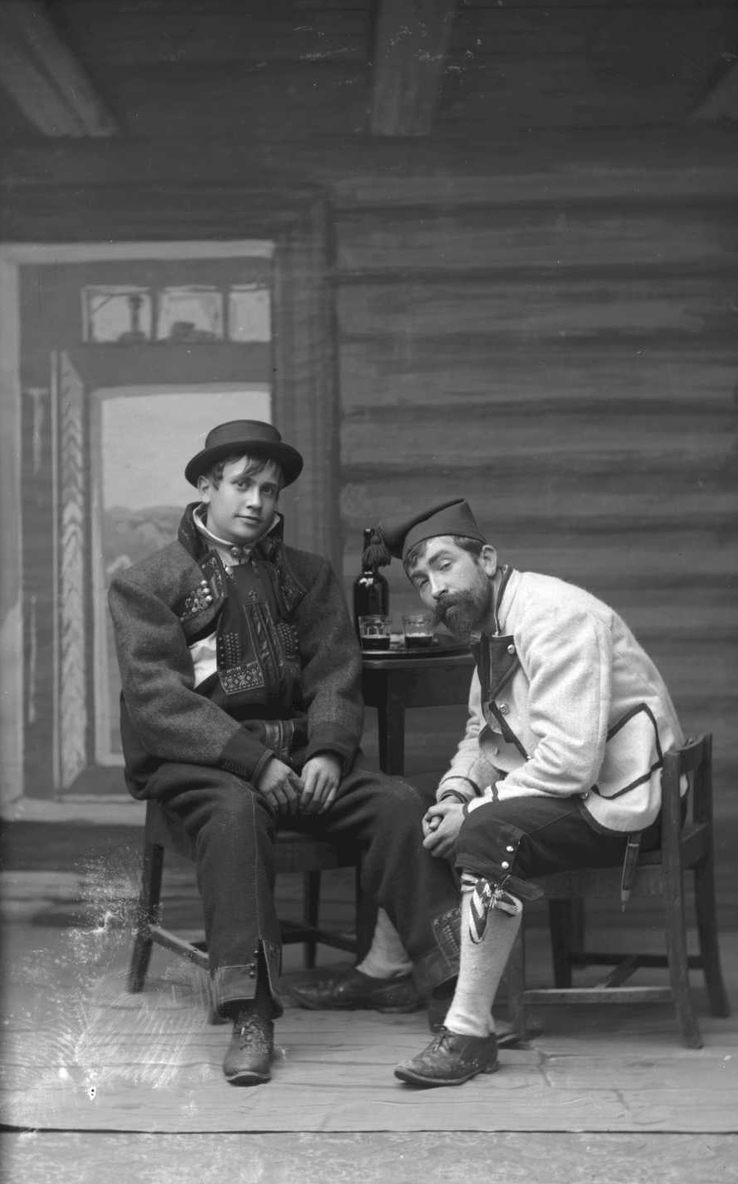
Halfdan Egedius a Lars Jorde
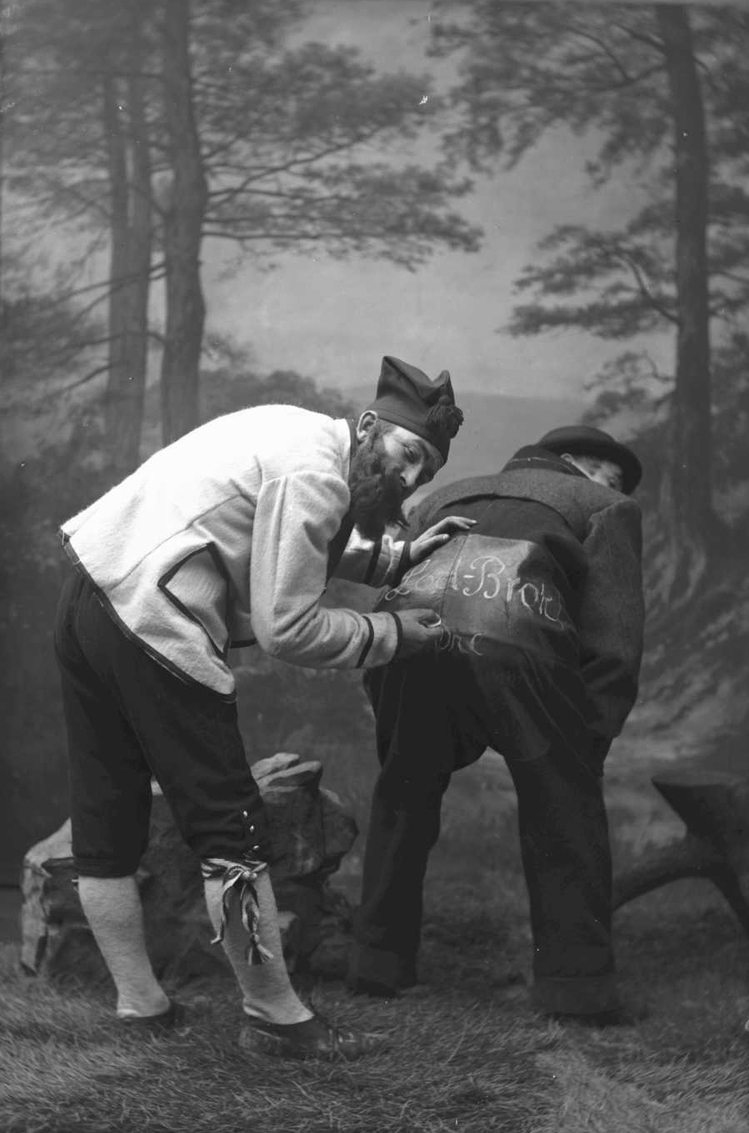
Halfdan Egedius a Lars Jorde
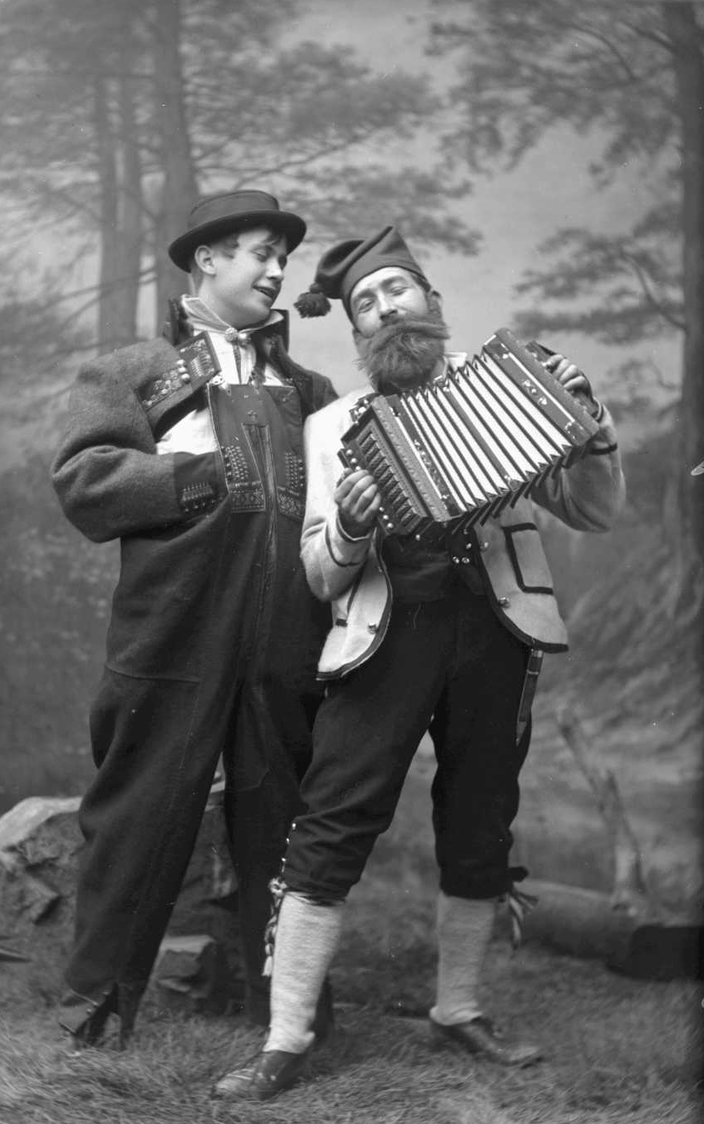
Halfdan Egedius a Lars Jorde
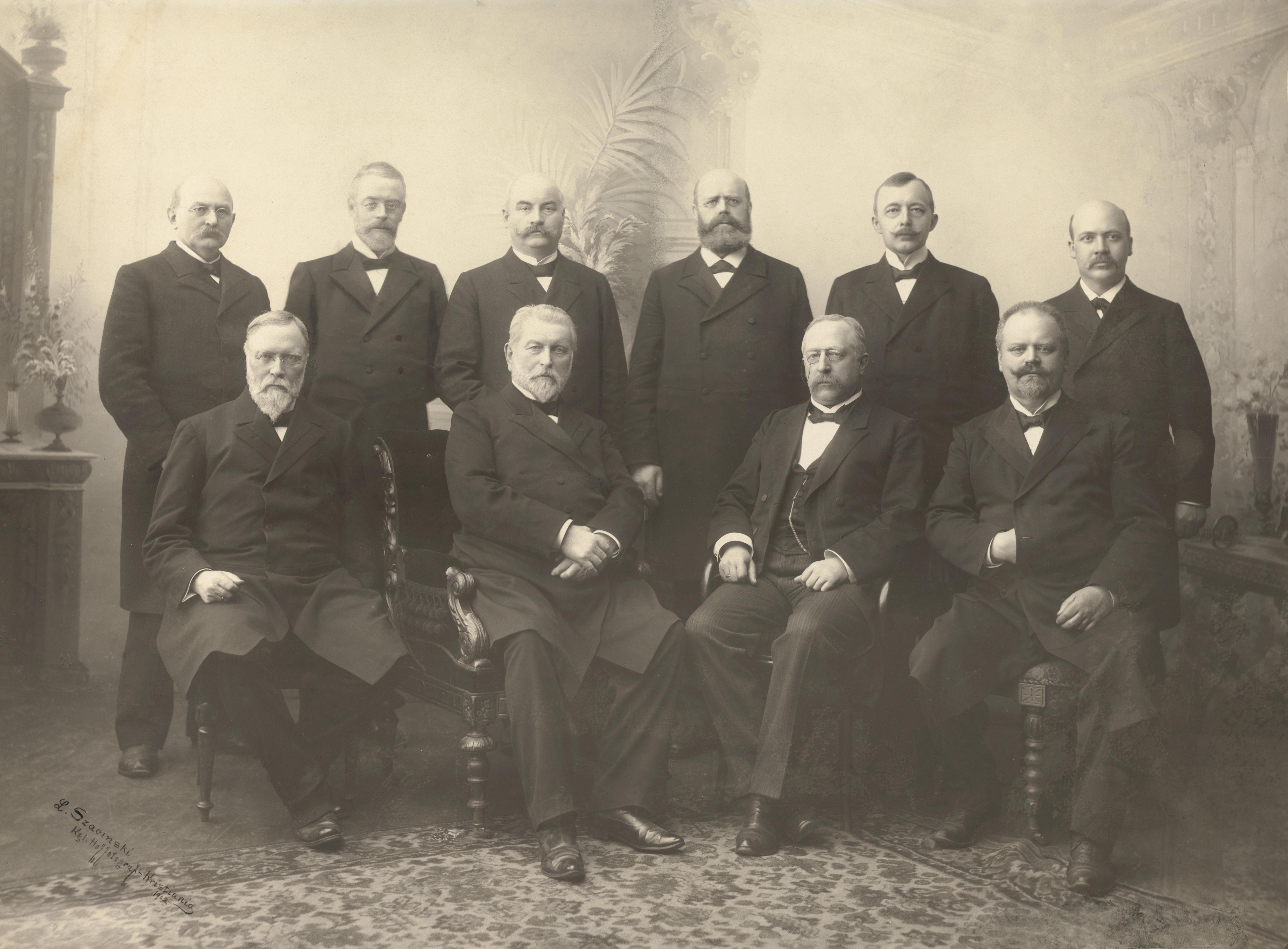
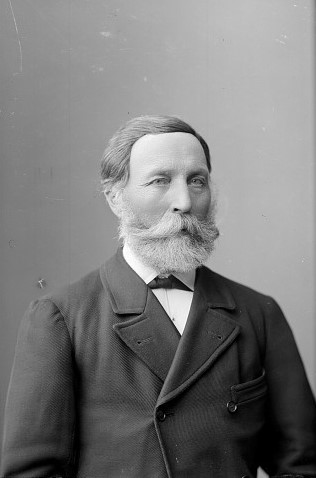
Ole Kristian Haagensen